# Sociaal Creatieve Raad
De Sociaal Creatieve Raad (SCR) is een adviesraad, een denktank en een 'netwerk van netwerken' dat ingezet wordt bij het zoeken naar de oplossing van sociaal-maatschappelijke vraagstukken en problemen. 
De raad is in juni 2020 opgericht met het doel om overheden en maatschappelijke organisaties er toe te bewegen en te helpen om met een creatieve blik naar processen en systemen te kijken, dwars door de verschillende sectoren en domeinen heen.
De raad bestaat uit vijftig vertegenwoordigers van diverse maatschappelijke netwerken. Samen met kunstenaars en ontwerpers werken ze aan het vormgeven van de toekomstige samenleving.

## Analogie
De naam Sociaal Creatieve Raad is bedacht naar analogie van de Sociaal-Economische Raad (SER).

## Politieke afspraken
Op 29 juni 2020, net na de oprichting van de SCR werd een motie, ingediend door Lammert van Raan namens de PvdD, in de Tweede Kamer aangenomen waarin werd voorgesteld om de SCR voortaan in te zetten bij advisering over maatschappelijke vraagstukken. Na de verkiezingen in 2021 werd deze samenwerking ook onderdeel van het coalitieakkoord van kabinet Rutte IV.

## Kernleden
op alfabetische volgorde op voornaam
| Naam                         | Functie                                                                                                |
| ---------------------------- | --- |
| Abdelkader Benali            | Schrijver en tv-presentator                                                                            |
| Angelo Bromet                | Oprichter Prospect Eleven & Expert Jongerencultuur                                                     |
| Anna Tilroe                  | Kunstcriticus, curator                                                                                 |
| Arna Mackic                  | Oprichter Studio LA.                                                                                   |
| Bianca Pander                | Partner campagnebureau BKB                                                                             |
| Bright Richards              | Directeur New Dutch Connections                                                                        |
| Caro Derkx                   | Actrice, theatermaker, schrijver                                                                       |
| Clarice Gargard              | Journalist, NRC-columnist en programmamaker                                                            |
| Erik Pool                    | Programmadirecteur Dialoog & Ethiek tbv ambtelijk vakmanschap                                          |
| Fenna Heyning                | Lead expertise integration bij NLC                                                                     |
| Floor Ziegler                | Oprichter Stadmakers Coöperatie                                                                        |
| Floris Alkemade              | Architect en voormalig Rijksbouwmeester                                                                |
| Francine Houben              | Founder/CEO and creative director Mecanoo                                                              |
| Gerbrand Bas                 | Secretaris Federatie Creatieve Industrie                                                               |
| Gijsbert van Herk            | Bestuursvoorzitter van woningcorporatie Staedion                                                       |
| Guy Weizman                  | Algemeen en artistiek directeur Noord Nederlands Toneel en Club Guy & Roni                             |
| Hasna El Maroudi             | Journalist en programmamaker                                                                           |
| Hasse van Nunen              | Documentaire (impact) producent Een van de jongens                                                     |
| Henk Ovink                   | Nederlandse Watergezant                                                                                |
| Hicham Khalidi               | Directeur Jan van Eyck Academie                                                                        |
| Jacqueline Grandjean         | Directeur Het Noordbrabants Museum                                                                     |
| Jetske van Oosten            | Social innovator, curator, schrijver en filosoof                                                       |
| Jurjen van den Bergh         | Directeur De Goede Zaak, politiek commentator, presentator                                             |
| Karima Belhaj                | Idealist, doorgewinterde leider en expert op strategie, leiderschap & change                           |
| Kees Dorst                   | Professor Design Innovation University of Technology Sydney                                            |
| Koert van Mensvoort          | Directeur Next Nature Network                                                                          |
| Lucas de Man                 | Theatermaker, directeur St. Nieuwe Helden                                                              |
| Manon van Hoeckel            | Directeur onderzoek Het Nieuwe Instituut, hoofd masteropleiding Social Design Design Academy Eindhoven |
| Marjolijn van Heemstra       | Theatermaker, schrijver                                                                                |
| Marleen Stikker              | Directeur Waag                                                                                         |
| Martijn Paulen               | Directeur Dutch Design Foundation                                                                      |
| Matthea de Jong              | Directeur Tolhuistuin                                                                                  |
| Merlijn Twaalfhoven          | Oprichter The Turn Club                                                                                |
| Mohammed Saiah               | Oprichter OM Campaign Company en Gemeenteraadslid in Utrecht                                           |
| Myrthe Hilkens               | Campagnestrateeg                                                                                       |
| Najah Aouaki                 | Oprichter en directeur Aouaki Concepts                                                                 |
| Nikki Gonnissen              | Mede-oprichter en creatief directeur Thonik                                                            |
| Paul Hekkert                 | Professor TU Delft Industrial Design                                                                   |
| Raquel van Haver             | Kunstenaar en oprichter van de passage                                                                 |
| Richard van der Laken        | Directeur What Design Can Do                                                                           |
| Roland van der Vorst         | Hoofd innovatie Rabobank, Professor Strategisch Design TU Delft, columnist Financieel Dagblad          |
| Sjoerd Bootsma               | Artistiek Directeur LF2028                                                                             |
| Sjoerd Feitsma               | Directeur Platform Arbeidsmarkt Culturele en Creatieve Toekomst                                        |
| Suzanne Leclaire-Noteborn    | Oprichter The Curiosophy Collective                                                                    |
| Suzanne Potjer               | Overheidsvernieuwer, Chief Exploration Officer bij Agenda Stad, Ministerie BZK                         |
| Tabo Goudswaard              | Social Designer                                                                                        |
| Teun Gautier                 | Oprichter Stadmakers Coöperatie                                                                        |
| TINKEBELL. (Katinka Simonse) | Kunstenaar, schrijver en strateeg                                                                      |
| Yoeri Albrecht               | Directeur De Balie                                                                                     |